# 銀座に志かわ
銀座に志かわ（ぎんざにしかわ）は、株式会社銀座仁志川が展開する、食パン専売店のフランチャイズチェーンブランドである。2018年（平成30年）9月13日に最初の店舗を開店した。

## 概要
食パン専売店として、二斤で一本の食パンのみを販売するが、ほぼ同様な業態の競合他社が多い。

## 運営会社
2018年5月に設立した「株式会社銀座仁志川」が運営する。浄水器などを扱うOSGコーポレーションが筆頭株主として66.76%を有する。2021年1月期にOSGグループのフランチャイズ事業の年間41億4,276万円の9割以上を占めていた。大株主のコイサンズは、銀座仁志川社長の高橋仁志が三重と愛知でベーカリーや外食店舗を営む。以降、オーバーストア状態による店舗間競争の激化により不採算店舗の統廃合を行っており、2024年1月期は18億5,772万円、2025年1月期は14億8,693万円と減少傾向にある。

## 店名
「銀座 に志かわ 水にこだわる高級食パン」は2019年9月27日に、「銀座に志かわ」は2019年12月20日に、それぞれ商標登録された。店名は社長の高橋仁志の名から「に志」水の川から「かわ」としているが、同業他社が先に登録した商標「い志かわ」と一文字違いである。